# José Got Anguera
José Got y Anguera (Reus, c. 1862-Sabadell, 1903) fue un escritor español.

## Biografía
Nacido en 1861 o 1862 en la localidad tarraconense de Reus, estudió la carrera de piloto en la Escuela de náutica de Barcelona, habiendo hecho dos viajes como práctico. Dejó aquella carrera y algún tiempo después ingresó en el ejército en clase de soldado, pasando de guarnición a Melilla. En los dos años que permaneció en este punto, compuso las comedias Cura radical y Errores, que fueron puestas en escena en el teatro de «La Unión dramática», de Melilla.
Regresó a la península ibérica en 1884 y hacia finales de la década de 1890 desempeñaba una plaza en el Registro de la propiedad de Sabadell. Fue autor también de otras obras teatrales como Enredos (comedia en un acto y en verso, 1886), Cosas del día (monólogo, 1887), las comedias Cuadros de istiu y Sospitas, Murallas de ferro (drama en tres actos y en verso, 1888), Pretendents (comedia en un acto, 1888), L'esclau (drama en tres actos, 1889) y La tronada (comedia en tres actos, estrenada en 1889). Colaboró en varios periódicos de Alicante y Barcelona. Falleció en Sabadell a finales de febrero de 1903, cuando desempeñaba el cargo de presidente del Centre catalá.